# Schlossbauverein Burg an der Wupper

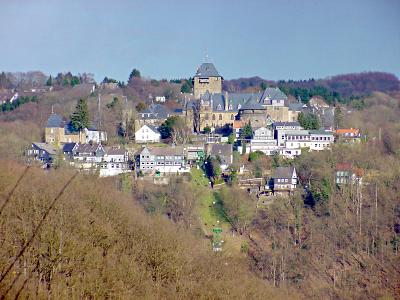
Schloss Burg im Jahre 2004

Der Schlossbauverein Burg an der Wupper e. V. ist ein ehrenamtlicher Verein zum Erhalt von Schloss Burg in Solingen. Als Anteilseigner ist er heute, neben den Städten Wuppertal, Solingen und Remscheid, Mitbetreiber des Schlosses, in dem sich das Bergische Museum Schloss Burg an der Wupper befindet. Im Gebäude hat auch die Geschäftsstelle des Vereins ihr Büro.

## Geschichte
Nach seiner Blütezeit im Mittelalter verkam Schloss Burg ab dem Dreißigjährigen Krieg innerhalb von etwa 200 Jahren immer mehr zur Ruine. 1850 war es endgültig abrissreif. Doch 1882 kamen dank des Barmer Architekten Gerhard August Fischer erste Ideen und Entwürfe zum Wiederaufbau des Schlosses auf.
Am 3. August 1887 gründete sich unter der Leitung des Wermelskirchener Fabrikanten Julius Schumacher der „Verein zur Erhaltung der Schloßruine zu Burg an der Wupper“. Er machte es sich zur Aufgabe, das Schloss mithilfe vieler Pläne und Zeichnungen aus der Vergangenheit möglichst originalgetreu wieder aufzubauen und zu restaurieren. Ermöglicht wurde dies durch viele Spendengelder aus der Bevölkerung. 1897 benannte man den Verein schließlich in „Schlossbauverein Burg an der Wupper e. V.“ um.
1914 war ein Großteil der Bauarbeiten fertiggestellt, an denen sich neben dem Verein viele regionale Künstler beteiligt hatten.
Auch heute noch finanziert sich der rund 500 Mitglieder zählende Verein zum größten Teil von Spenden, lediglich 15 Prozent der Kosten werden durch Zuschüsse gedeckt. Die Geschäftsführung hatte bis März 2011 Axel Kolodziej inne. Er war der Nachfolger von Stefan Geppert (2005–2008) und Dirk Soechting, der diese Position vor Geppert 25 Jahre lang innehatte.

## Vorsitzende
Liste der Vorsitzenden des Vereins seit 1887:
- 1887–1902: Julius Schumacher (1827–1902)
- 1902–1907: Moritz Hasenclever (1848–1907)
- 1907–1923: Fritz Hentzen ( † )
- 1923–1933: Oskar Schumacher ( † )
- 1933–1945: Alfred Straßweg (1902–1997)
- 1945–1946: Karl Becker ( † )
- 1946–0000: Friedrich Hofacker (1881–1952)
- 1947–0000: Gustav Adolf Klingelnberg (1880–1947)
- 1949–1973: Paul Luchtenberg (1890–1973)
- 1973–1982: Wilhelm Richter (1925–1986)
- 1982–2003: Kurt Schmitz (1934–2012)
- seit 2003-0: Klaus-Dieter Schulz (* 1943)